# Sant Nicèt de Fornàs
Saint-Nizier-de-Fornas és un municipi francès situat al departament del Loira i a la regió d'Alvèrnia-Roine-Alps. L'any 2007 tenia 625 habitants.

## Demografia

### Població
El 2007 la població de fet de Saint-Nizier-de-Fornas era de 625 persones. Hi havia 246 famílies de les quals 70 eren unipersonals (39 homes vivint sols i 31 dones vivint soles), 90 parelles sense fills, 78 parelles amb fills i 8 famílies monoparentals amb fills.
La població ha evolucionat segons el següent gràfic:
Habitants censats

### Habitatges
El 2007 hi havia 372 habitatges, 259 eren l'habitatge principal de la família, 83 eren segones residències i 31 estaven desocupats. 349 eren cases i 23 eren apartaments. Dels 259 habitatges principals, 212 estaven ocupats pels seus propietaris, 41 estaven llogats i ocupats pels llogaters i 6 estaven cedits a títol gratuït; 7 tenien dues cambres, 30 en tenien tres, 74 en tenien quatre i 148 en tenien cinc o més. 197 habitatges disposaven pel capbaix d'una plaça de pàrquing. A 106 habitatges hi havia un automòbil i a 140 n'hi havia dos o més.

### Piràmide de població
La piràmide de població per edats i sexe el 2009 era:
| Homes | Edats   | Dones |
| ----- | ------- | ----- |
| 0     | 95 o +  | 0     |
| 0     | 90 a 94 | 0     |
| 0     | 85 a 89 | 4     |
| 4     | 80 a 84 | 4     |
| 8     | 75 a 79 | 16    |
| 12    | 70 a 74 | 16    |
| 20    | 65 a 69 | 16    |
| 20    | 60 a 64 | 16    |
| 32    | 55 a 59 | 20    |
| 32    | 50 a 54 | 24    |
| 20    | 45 a 49 | 24    |
| 12    | 40 a 44 | 20    |
| 24    | 35 a 39 | 20    |
| 8     | 30 a 34 | 12    |
| 16    | 25 a 29 | 4     |
| 16    | 20 a 24 | 16    |
| 20    | 15 a 19 | 24    |
| 16    | 10 a 14 | 12    |
| 16    | 5 a 9   | 12    |
| 20    | 0 a 4   | 4     |

## Economia
El 2007 la població en edat de treballar era de 378 persones, 274 eren actives i 104 eren inactives. De les 274 persones actives 262 estaven ocupades (151 homes i 111 dones) i 14 estaven aturades (9 homes i 5 dones). De les 104 persones inactives 59 estaven jubilades, 21 estaven estudiant i 24 estaven classificades com a «altres inactius».

### Ingressos
El 2009 a Saint-Nizier-de-Fornas hi havia 266 unitats fiscals que integraven 645,5 persones, la mediana anual d'ingressos fiscals per persona era de 17.549 €.

### Activitats econòmiques
Dels 30 establiments que hi havia el 2007, 2 eren d'empreses alimentàries, 5 d'empreses de fabricació d'altres productes industrials, 8 d'empreses de construcció, 5 d'empreses de comerç i reparació d'automòbils, 2 d'empreses de transport, 1 d'una empresa d'hostatgeria i restauració, 1 d'una empresa d'informació i comunicació, 3 d'empreses immobiliàries, 1 d'una empresa de serveis i 2 d'empreses classificades com a «altres activitats de serveis».
Dels 10 establiments de servei als particulars que hi havia el 2009, 1 era un taller de reparació d'automòbils i de material agrícola, 2 guixaires pintors, 4 fusteries, 1 lampisteria, 1 perruqueria i 1 restaurant.
Dels 2 establiments comercials que hi havia el 2009, 1 era una fleca i 1 una perfumeria.
L'any 2000 a Saint-Nizier-de-Fornas hi havia 24 explotacions agrícoles que ocupaven un total de 768 hectàrees.

## Poblacions més properes
El següent diagrama mostra les poblacions més properes.